# 少年侦探团 (小说)
《少年侦探团》(しょうねんたんていだん)，是江户川乱步创作，1937年在月刊娱乐杂志《少年俱乐部》（大日本雄辩会讲谈社）上连载的面向的少年推理系列小说的第二部。